# أندي كامبل (لاعب كرة سلة)
أندي كامبل (بالإنجليزية: Andrew Campbell)‏ (21 يوليو 1956 - ) هو لاعب كرة سلة أسترالي في مركز الوسط، شارك في الألعاب الأولمبية الصيفية 1984 والألعاب الأولمبية الصيفية 1976. ولعب مع LSU Tigers men's basketball ‏.

## وصلات خارجية
- أندرو كامبل على موقع الاتحاد الدولي لكرة السلة (الإنجليزية)
- أندرو كامبل على موقع كلية كرة السلة في سبورتس رفرنس.كوم (الإنجليزية)
- أندرو كامبل على موقع سبورتس رفرنس (الإنجليزية)
- أندرو كامبل على موقع أوليمبيديا (الإنجليزية)